# Windsurf nos Jogos Asiáticos de Praia de 2008
As competições de windsurf nos Jogos Asiáticos de Praia de 2008 foram disputadas entre 21 e 25 de outubro. Quatro eventos foram realizados.

## Calendário
| Outubro  | 18 | 19 | 20 | 21 | 22 | 23 | 24 | 25 | 26 | Finais |
| -------- | -- | -- | -- | -- | -- | -- | -- | -- | -- | ------ |
| Windsurf |    |    |    |    |    |    |    | 4  |    | 4      |

## Quadro de medalhas
| Ordem | País          | Medalha de ouro | Medalha de prata | Medalha de bronze |    |
| ----- | ------------- | --------------- | ---------------- | ----------------- | -- |
| 1     | Hong Kong     | 1               | 2                |                   | 3  |
| 2     | China         | 1               | 1                | 2                 | 4  |
| 3     | Indonésia     | 1               |                  |                   | 1  |
| 3     | Coreia do Sul | 1               |                  |                   | 1  |
| 5     | Tailândia     |                 | 1                | 2                 | 3  |
| TOTAL | TOTAL         | 4               | 4                | 4                 | 12 |

## Medalhistas
| Evento                                                       | Ouro                                     | Prata                        | Bronze                         |
| Mistral OD peso pesado masculino (detalhes[ligação inativa]) | INA Indonésia I Gusti Made Oka Sulaksana | THA Tailândia Arun Homparuen | THA Tailândia Seksan Khunthong |
| Mistral OD peso levemasculino (detalhes[ligação inativa])    | HKG Hong Kong Cheng Kwok Fai             | CHN China Huang Yikai        | THA Tailândia Navin Sinsart    |
| RSX masculino (detalhes[ligação inativa])                    | KOR Coreia do Sul Lee Tae-Hoon           | HKG Hong Kong Ho Chi Ho      | CHN China Fang Zhennan         |
| Mistral OD feminino (detalhes[ligação inativa])              | CHN China Wang Shuijia                   | HKG Hong Kong Chan Wai Kei   | CHN China Wang Shengmei        |